# Список записей оперы «Дидона и Эней» Генри Пёрселла
«Дидона и Эней» (англ. Dido and Aeneas) (Z. 626) — опера в трёх действиях английского барочного композитора Генри Пёрселла, либретто Наума Тейта по поэме (четвёртой книге) Вергилия «Энеида». Первое известное представление оперы состоялось в женской школе Джозиаса Приста в Лондоне не позже лета 1688 года. Считается выдающейся оперой Пёрселла.
| Год  | Состав исполнителей (Дидона, Белинда, Эней, Колдунья)                  | Дирижёр и оркестр | Лейбл                                                                                   |
| ---- | ---------------------------------------------------------------------- | --- | --------------------------------------------------------------------------------------- |
| 1935 | Нэнси Эванс, Мэри Хэмлин, Рой Хендерсон, Мэри Джарред,                 | Кларенс Рэйбоулд, Струнный оркестр Бойда Нила и Певческая капелла Чарльза Кеннеди Скотта                              | Decca, Cat. No. X 101—107, (7 x 78rpm запись по подписке только для Общества Пёрселла). |
| 1945 | Джоан Хэммонд, Изобел Бэйли, Деннис Ноубл, Эдит Коутс                  | Констант Ламберт, Филармонический струнный оркестр и хор                                                              | Opera D'Oro, OPD-1220                                                                   |
| 1951 | Ирма Коласси, Жизель Виварелли, Ивон ле Марк-Адур, Маргерит Пифто      | Пьер Капдевьель, Оркестр романской Швейцарии и Студенческий хор Женевской консерватории                               | Cascavelle, VEL 3107                                                                    |
| 1951 | Кирстен Флагстад, Мегги Тейт, Томас Хемсли, Эдит Коутс                 | Герайнт Джонс, The Mermaid Orchestra and Singers                                                                      | Walhall, WLCD0186                                                                       |
| 1952 | Кирстен Флагстад, Элизабет Шварцкопф, Томас Хемсли, Арда Мандикян      | Герайнт Джонс, The Mermaid Orchestra and Singers                                                                      | EMI Références, CDH7610062                                                              |
| 1955 | Марта Мёдль, Дора Линдгрен, Герман Прей, Густа Хаммер                  | Ханс Шмидт-Иссерштедт, Симфонический оркестр Северогерманского радио                                                  | UraCant, 2008                                                                           |
| 1959 | Клэр Уотсон, Джаннетт Синклер, Питер Пирс, Арда Мандикян               | Бенджамин Бриттен, English Opera Group оркестр и Purcell Singers                                                      | BBC Music, BBCB 8003-2                                                                  |
| 1961 | Дженет Бейкер, Патриция Кларк, Рэймунд Херинкс, Моника Синклер         | Энтони Льюис, Английский камерный оркестр и St. Anthony Singers                                                       | Decca, 4663872 (2000).                                                                  |
| 1963 | Мэри Томас, Хонор Шеппард, Морис Биван, Хелен Уоттс                    | Альфред Деллер, Oriana Orchestra and Chorus                                                                           | Vanguard, 3003332                                                                       |
| 1965 | Виктория де Лос Анхелес, Хизер Харпер, Питер Глоссоп, Патриция Джонсон | Джон Барбиролли, Английский камерный оркестр и хор Ambrosian Singers, при участии Рэймонда Леппарда                   | EMI, CDM 5 65664 2                                                                      |
| 1967 | Татьяна Троянос, Шейла Армстронг, Барри Макдэниел, Патриция Джонсон    | Чарльз Маккеррас, Камерный оркестр Северогерманского радио и Монтеверди-хор (Гамбург) под руководством Юргена Юргенса | Deutsche Grammophon Archiv Produktion, 447 148-2                                        |
| 1970 | Джозефин Визи, Хелен Донат, Джон Ширли-Куирк, Элизабет Бейнбридж       | Колин Дэвис, Академия Святого Мартина в полях и Хор Джона Эллдиса                                                     | Philips Eloquence, 4428334                                                              |
| 1971 | Ширли Верретт, Хелен Донат, Дан Иордаческу, Оралия Домингес            | Рэймонд Леппард, Ambrosian Singers, Симфонический оркестр RAI Турин                                                   | Arkadia, 619                                                                            |
| 1975 | Дженет Бейкер, Норма Берроуз, Питер Пирс, Анна Рейнольдс               | Стюарт Бедфорд, Альдебургский фестиваль Струнный оркестр и хор Лондонской оперы                                       | Decca, 468 561-2                                                                        |
| 1977 | Татьяна Троянос, Фелисити Палмер, Ричард Стилуэлл, Альфреда Ходжсон    | Рэймонд Леппард, Английский камерный оркестр и Английский камерный хор                                                | Erato 2292-45263-2                                                                      |
| 1978 | Д’Анна Фортунато, Нэнси Армстронг, Марк Бейкер, Брюс Фитиан            | Джоэль Коэн, The Boston Camerata                                                                                      | harmonia mundi usa, HM 10.067 (LP only)                                                 |
| 1981 | Эмма Киркби, Джудит Нельсон, Дэвид Томас, Джантина Нурман              | Эндрю Пэрротт, Taverner Consort and Players                                                                           | Chandos, CHAN 8306                                                                      |
| 1982 | Энн Мюррей, Рашель Якар, Антон Шарингер, Труделиза Шмидт               | Николаус Арнонкур, Concentus Musicus Wien и Хор Арнольда Шёнберга                                                     | Teldec, 4509-93686-2                                                                    |
| 1985 | Гийеметт Лоран, Джил Фельдман, Филипп Кантор, Доминик Висс             | Уильям Кристи, «Процветающие искусства»                                                                               | harmonia mundi france, HMC 905173                                                       |
| 1985 | Тереза Берганса, Даниэлла Борст, Пер-Арне Вальгрен, Гленис Линос       | Мишель Корбо, Ensemble instrumental de Lausanne и хор Лозаннской городской оперы                                      | Erato, 2292-45263-2                                                                     |
| 1985 | Джесси Норман, Мэри Маклафлин, Томас Аллен, Патрисия Керн              | Рэймонд Леппард, Английский камерный оркестр                                                                          | Philips, 416299                                                                         |
| 1988 | Анне Софи фон Оттер, Линн Доусон, Стивен Варкоу, Найджел Роджерс       | Тревор Пиннок, The English Concert                                                                                    | Deutsche Grammophon Archiv Produktion, 427 624-1                                        |
| 1989 | Делла Джонс, Донна Дим, Питер Харви, Сюзан Бикли                       | Айвор Болтон, St. James’s Baroque Players и Singers                                                                   | Teldec, 4509-91191-2                                                                    |
| 1989 | Рэйчел Энн Морган, Камилла ван Лунен, Дэвид Бэрик, Мейра Крусе         | Родерик Шоу, Academy of the Begynhof, Амстердам                                                                       | Globe, 5020                                                                             |
| 1990 | Кэролин Уоткинсон, Рут Холтон, Джордж Морли, Тереза Шоу                | Джон Элиот Гардинер, English Baroque Soloists и Монтеверди-хор                                                        | Philips, 432 114-2                                                                      |
| 1992 | Кэтрин Ботт, Эмма Киркби, Джон Марк Энсли, Дэвид Томас                 | Кристофер Хогвуд, Academy of Ancient Music                                                                            | Decca, 475 7195                                                                         |
| 1993 | Лоррейн Хант Либерсон, Лиза Сэффер, Майкл Дин, Эллен Рабинер           | Николас Макгиган, Philharmonia Baroque Orchestra и хор Колледжа Клер, Кембридж                                        | harmonia mundi france, HMU 907110                                                       |
| 1994 | Ким Эмпс, Анна Крукс, Дэвид ван Эш, Сара Конноли                       | The Scholars Baroque Ensemble                                                                                         | Naxos, 8.553108                                                                         |
| 1994 | Вероник Жан, Софи Марен-Дегор, Натан Берг, Клер Бруа                   | Уильям Кристи, Les Arts Florissants                                                                                   | Erato, 4509-98477-2                                                                     |
| 1995 | Дженнифер Лейн, Кассандра Хоффман, Майкл Браун, Дезире Алак            | Брэдли Брукшир, I Musici di San Cassiano                                                                              | Vox, 7518                                                                               |
| 1995 | Мария Эвинг, Ребекка Эванс, Карл Деймонд, Салли Бёрджесс               | Ричард Хикокс, Collegium Musicum 90                                                                                   | Chandos, CHAN 0586                                                                      |
| 1995 | Дженнифер Лейн, Энн Монойос, Расселл Браун, Дженифер Лейн              | Жанна Ламон, Tafelmusik                                                                                               | Chandos, CHAN 8306                                                                      |
| 1996 | Нэнси Молтсби, Сюзанна Уотерс, Расселл Браун, Лора Такер               | Мартин Перлман, Boston Baroque                                                                                        | Telarc, 80424                                                                           |
| 1998 | Линн Доусон, Розмари Джошуа, Джеральд Финли, Сюзан Бикли               | Рене Якобс, Orchestra of the Age of Enlightenment                                                                     | harmonia mundi france, HMX 2991683                                                      |
| 2000 | Лора Падуэлл, Саломе Халлер, Питер Харви, Лора Падуэлл                 | Эрве Нике, Le Concert Spirituel                                                                                       | Glossa, GCD 921601                                                                      |
| 2002 | Эвелин Табб, Томас Мельоранца, Джулия Мэтьюз, Эвелин Табб              | Предраг Госта, New Trinity Baroque                                                                                    | Edition Lilac, 200204-2.                                                                |
| 2003 | Сьюзен Грэм, Камилла Тиллинг, Иэн Бостридж, Фелисити Палмер            | Эммануэль Аим, Le Concert d’Astrée and European Voices                                                                | Virgin Veritas, 45605.                                                                  |
| 2004 | Никола Вемисс, Франсин ван дер Хейден, Мэтью Бейкер, Хелен Раскер      | Джед Вентц, Musica ad Rhenum                                                                                          | Brilliant, 92464                                                                        |
| 2007 | Джулианна Берд, Андреа Лорен Браун, Тимоти Бенч, Татьяна Рашковская    | Валентин Раду, Ama Deus Baroque Ensemble                                                                              | Lyrichord, LEMS 8057                                                                    |
| 2008 | Сара Конноли, Люси Кроу, Джеральд Финли, Патрисия Бардон               | Стивен Девайн и Элизабет Кенни, Orchestra of the Age of Enlightenment и Choir of the Enlightenment                    | Chandos, CHAN 0757                                                                      |
| 2008 | Симона Кермес, Дебора Йорк, Димитрис Тилиакос, Олег Рябец              | Теодор Курентзис, MusicAeterna и The New Siberian Singers                                                             | alpha, HMU 140                                                                          |
| 2010 | Малена Эрнман, Юдит ван Ванрой, Кристофер Мальтман, Хилари Саммерс     | Уильям Кристи, «Процветающие искусства»                                                                               | FRA Musica, FRA001 (DVD)/ FRA501 (Blu-ray) запись Опера-Комик, 2008                     |